# Bythonavicula
Bythonavicula is een geslacht van kreeftachtigen uit de klasse van de Ostracoda (mosselkreeftjes).

## Soorten
- Bythonavicula longa Schornikov & Mikhailova, 1990
- Bythonavicula robusta Schornikov & Mikhailova, 1990
- Bythonavicula tumirostra Schornikov & Mikhailova, 1990